# Route européenne 802
Pour les articles homonymes, voir Route 802.
La route européenne 802 est une route reliant Bragance à Ourique, toutes deux situées au Portugal.